# Ted Sablay

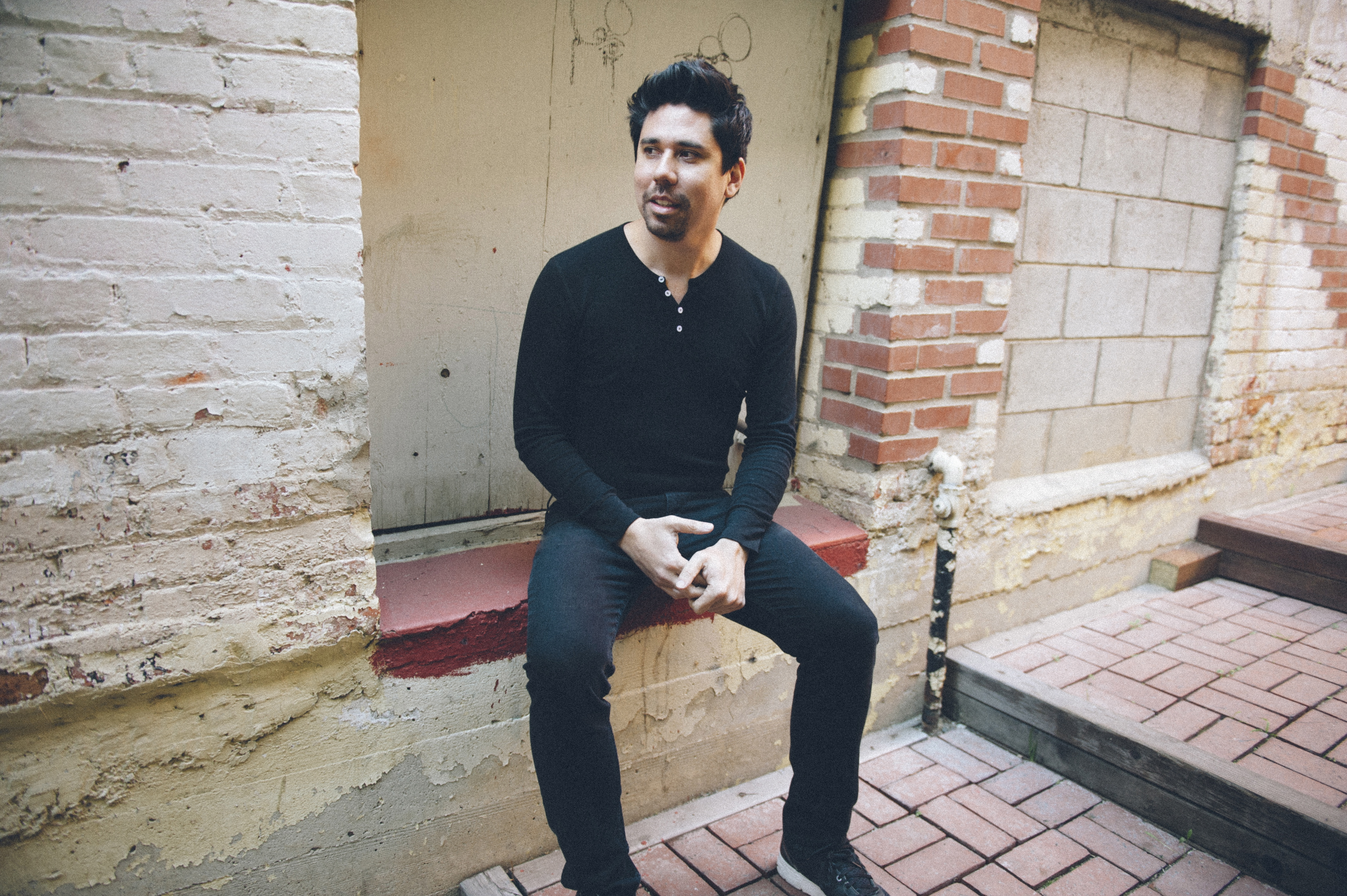
Ted Sablay

Ted Sablay é um músico norte-americano, baseado em Las Vegas. Seus instrumentos dominantes são teclado e guitarra. Ele já foi membro dos grupos Expert In October e do Attaboy Skip, ambos com o atual baterista do grupo The Killers.
Atualmente, após se mudar para Salt Lake City, Sablay voltou a tocar como backup musician para a banda The Killers e está em tour mundial com o grupo. 